# Finland op het Eurovisiesongfestival 1980
Finland nam in 1980 deel aan het Eurovisiesongfestival in Den Haag, Nederland. Het was de negentiende deelname van het land op het festival. Het land werd vertegenwoordigd door Vesa-Metta Loiri met het lied Huilumies.

## Selectieprocedure
De finale werd gehouden in de studio's van YLE in Tampere en werd gepresenteerd door Mikko Alatalo. In totaal deden er zes liedjes mee aan deze finale. De winnaar werd gekozen door een expert jury.

#### Uitslag
| Volgorde | Artiest           | Lied                 | Punten |
| -------- | ----------------- | -------------------- | ------ |
| 1        | Vesa-Matti Loiri  | "Huilumies"          | 386    |
| 2        | Kirka             | "Karthago"           | 315    |
| 3        | Irina Milan       | " Päättymätön laulu" | 240    |
| 4        | Sinikka Sokka     | "Eräs lapsi ei nuku" | 234    |
| 5        | Eija Ahvo         | "Lady Day"           | 210    |
| 6        | Liisa Tavi & Band | "Nopea talven valo"  | 190    |

## In Den Haag
Op het Eurovisiesongfestival zelf trad Finland als tiende van negentien deelnemers aan, na Zwitserland en voor Noorwegen. Aan het einde van de puntentelling stond Finland op een negentiende en laatste plaats, met 6 punten.
België en Nederland hadden geen punten over voor de Finse inzending.

### Gekregen punten

#### Finale
| 12 punten   | 10 punten | 8 punten | 7 punten | 6 punten    |
| ----------- | --------- | -------- | -------- | ----------- |
|             |           |          |          |             |
| 5 punten    | 4 punten  | 3 punten | 2 punten | 1 punt      |
| - Noorwegen |           |          |          | - Frankrijk |

### Punten gegeven door Finland

#### Finale
Punten gegeven in de finale:
| 12 punten | Zwitserland         |
| 10 punten | Nederland           |
| 8 punten  | Ierland             |
| 7 punten  | Denemarken          |
| 6 punten  | Italië              |
| 5 punten  | Oostenrijk          |
| 4 punten  | Verenigd Koninkrijk |
| 3 punten  | Luxemburg           |
| 2 punten  | Duitsland           |
| 1 punt    | Portugal            |

1961 · 1962 · 1963 · 1964 · 1965 · 1966 · 1967 · 1968 · 1969 · 1970 · 1971 · 1972 · 1973 · 1974 · 1975 · 1976 · 1977 · 1978 · 1979 · 1980 · 1981 · 1982 · 1983 · 1984 · 1985 · 1986 · 1987 · 1988 · 1989 · 1990 · 1991 · 1992 · 1993 · 1994 · 1995 · 1996 · 1997 · 1998 · 1999 · 2000 · 2001 · 2002 · 2003 · 2004 · 2005 · 2006 · 2007 · 2008 · 2009 · 2010 · 2011 · 2012 · 2013 · 2014 · 2015 · 2016 · 2017 · 2018 · 2019 · 2020 · 2021 · 2022 · 2023 · 2024 · 2025